# Djamila Bouazza
Djamila Bouazza fue una activista argelina del Movimiento Nacional Argelino, originaria de la región de Blida, nacida en 1938 y fallecida el 12 de junio de 2015 en Argel.
El 26 de enero de 1957, participó en el ataque con bomba en el bar Coq Hardi durante la batalla de Argel. Acusada por el Tribunal aux armées de Paris, fue entonces la primera persona condenada a muerte, junto con su compañera de lucha Djamila Bouhired, por el tribunal militar francés. Se le conmutó la pena por trabajos forzados de por vida antes de ser puesta en libertad con la amnistía general prevista en los Acuerdos de Évian de 19 de marzo de 1962.
Fue una de las seis mujeres condenadas a muerte por actos «terroristas» durante la Guerra de la Independencia.

## Biografía
Durante la guerra de Argelia, trabajó en el centro de cheques postales de Argel. Sus amigos estudiantes pieds-noirs  la llamaban «miss Cha Cha Cha», y parece perfectamente integrada en la sociedad francesa. Sin embargo, fue reclutada por Djamila Bouhired. Se unió a las filas del Frente de Liberación Nacional (FLN) y se convirtió en una miembro activo.

### Atentado del Coq Hardi
El 26 de enero de 1957, se le encargó colocar una bomba en el bar Coq Hardi, donde se reunía la burguesía argelina.} Se las arregló para engañar a la vigilancia de los militares y escapó de la búsqueda.
El dispositivo preparado por Abderrahmane Taleb causó un daño significativo. El ataque dejó cuatro personas muertas y unas 60 heridas. Para los argelinos, Djamila Bouazza era una heroína; para los franceses, una terrorista.

### Proceso y reacciones
El 25 de abril de 1957, Djamila fue arrestada por la policía judicial. Abofeteada por el capitán Graziani, admitió haber tirado las bombas en la calle Michelet y en Le Coq Hardy que Djamila Bouhired le había entregado. Trasladada a El Biar, fue interrogada por la OPJ Fernand el 9 de mayo de 1957. Luego fue encarcelada en la prisión de Maison-Carrée (El Harrach), donde se reunió con Djamila Bouhired, Jacqueline Guerroudj  y Zohra Drif. Acusada de un atentado con bomba durante la batalla de Argel, fue llevada a la justicia ante el tribunal militar permanente de las fuerzas armadas de Argel. Durante su juicio, Djamila Bouazza se comportó de manera «caprichosa» y multiplicó las excentricidades ante el tribunal. Se la mantuvo alejada de la sala del tribunal. El abogado Paul Vergès sostuvo que Djamila Bouazza estaba loca y que, por lo tanto, el testimonio obtenido durante su interrogatorio no podía utilizarse contra Djamila Bouhired. El 22 de junio de 1957, Djamila Bouazza escribió una carta desde su prisión a Rachid Hattab en la que anunciaba la premeditación y la simulación de su locura13. 13 Fue condenada a muerte, como su compañera de prisión Djamila Bouhired. Fue una de las mujeres condenadas a muerte por actos «terroristas» durante la guerra de independencia (Djaouher Akrour, Baya Hocine, Djamila Bouazza, Djamila Bouhired, Jacqueline Guerroudj y Zahia Kherfallah).
La ejecución fue aplazada por una campaña dirigida por Jacques Vergès y Georges Arnaud, quienes firmaron un manifiesto publicado por las Éditions de Minuit, seguido por el libro de Henri Alleg, y por la enérgica acción de Germaine Tillion con las autoridades. Los sucesivos escritos de Jacques Vergès y Georges Arnaud, y luego de Henri Alleg, alertaron a la opinión pública francesa y concienciaron sobre los malos tratos infligidos por el ejército francés a los combatientes de la independencia argelina. Esta campaña mediática lo salvó de la guillotina. Se le conmutó la pena por trabajos forzados de por vida, y luego se benefició de la amnistía general prevista en los Acuerdos de Evián en 1962, después de varios años de detención.

### Después de la independencia
Después de la independencia, Djamila Bouazza se mantuvo alejada de las actividades del régimen, pero su marido Boussouf Abboud, opositor al golpe de Estado del 19 de junio, fue secuestrado junto con otros patriotas argelinos por la organización «Seguridad Militar» el 27 de septiembre de 1983; sus casas y negocios fueron totalmente saqueados por los agentes de esta organización.
Murió el viernes 12 de junio de 2015, en Argel, a la edad de 78 años. Según su marido, «murió esta mañana, agotada de la vida». Fue enterrada después de la oración de El-Asr en el cementerio de El-Alia en Argel.